# وحدة بايون الحضرية (الجزء الفرنسي)
وحدة بايون الحضرية (الجزء الفرنسي)، هي وحدة حضرية دولية، يمتد الجزء الفرنسي منها عبر إقليمي البرانس الأطلسية ولاند. تتمركز الوحدة حول بلديات أنجليه وبايون، المدينة الفرعية لإقليم البرانس الأطلسية، وهي تقع في قلب ثاني أكبر وحدة حضرية في منطقة أقطانية الجديدة.
يمتد هذا التكتل الحضري الذي يقع على ساحل المحيط الأطلسي إلى ما وراء الحدود مع إسبانيا في منطقة باجاس بيداسوا، ويشمل مدينتي إيرون وفونتارابي. من حيث عدد السكان، تُعد الوحدة الحضرية لبايون (الجزء الفرنسي) من التجمعات الحضرية الكبيرة في فرنسا، حيث تحتل المرتبة الخامسة والعشرين على المستوى الوطني.